# Okinawa (cidade)
Okinawa (沖縄市 -shi) é uma cidade japonesa localizada na prefeitura de Okinawa.
Em 2012 a cidade tinha uma população estimada em 138,431 habitantes e uma densidade populacional de 2625,12 h/km². Tem uma área total de 49,00 km².
Recebeu o estatuto de cidade a 1 de Abril de 1974.

## Cidade-irmã
- Lakewood, Estados Unidos